# Kelsey Plum
Kelsey Christine Plum (nascuda el 24 a Poway, Califòrnia) és una jugadora de bàsquet estatunidenca. Amb 1.73 metres d'alçada, juga a la posició de base.
Va guanyar l'or olímpic als Jocs Olímpics de Tòquio 2020 en la categoria de Bàsquet 3x3 amb els Estats Units amb Stefanie Dolson, Allisha Gray i Jacquelyn Young.

## Palmarès olímpic
| Jocs Olímpics | Jocs Olímpics  | Jocs Olímpics | Jocs Olímpics |
| Any           | Lloc           | Medalla       | Prova         |
| ------------- | -------------- | ------------- | ------------- |
| 2021          | Tòquio ( Japó) | 1             | Bàsquet 3x3   |